# Skardu
Skardu er den største by i Baltistan-distriktet i den pakistanske del af Jammu og Kashmir.
Byen ligger på Indus, syd for Karakoram og er et turist- og bjergbestigercentrum om sommeren. De oprindelige indbyggerne er af tibetansk afstamning og blev muslimer i det 16. århundrede.
35°18′N 75°37′Ø / 35.3°N 75.62°Ø